# Johan Heinrich Georg Irminger
 Der er flere personer med dette navn, se Johan Irminger.
Johan Heinrich Georg Irminger (2. marts 1798 i Wilster – 30. januar 1854 i Sachsenberg) var en dansk officer, broder til Carl Irminger, fader til Valdemar Irminger.
Irminger blev 1813 sekondløjtnant, 1824 premierløjtnant og 1832 kaptajn i Dronningens Livregiment. Han
var en fremragende officer og vandt Frederik VI’s gunst ved sin store interesse for gymnastik og våbenøvelser, hvis betydning han
fremhævede i flere afhandlinger. Christian VIII tog ham 1840 til adjutant, og han blev derved medlem af hærlovkommissionen af samme år. I 1846 udnævntes han med forbigåelsen af mange formænd til major og vedblev 1848 at være adjutant hos Frederik VII, som gjorde ham til kammerherre, major i generalstaben og stabschef ved generalkommandoen i Nørrejylland og Fyn.
Efter Dybbøl-slaget overtog Irminger kommandoen over 12. lette bataljon, blev derpå oberstløjtnant og rykkede 1849 i felten
under general Rye, der dog var misfornøjet med hans kommando, som han måtte afgive. Han beordredes da til at organisere 2. forstærkningsjægerkorps, hvis chef han blev i maj, og som udmærkede sig under Fredericias forsvar. Efter Ryes fald blev han chef for 5. brigade og kommanderede 1850, udnævnt til oberst, 6. infanteribrigade, der såvel ved Helligbæk som ved Isted førtes med stor bravour og fremragende dygtighed, hvorefter han fik kommandørkorset af Dannebrog. Som kommandør over hærens højre fløj i Marsklandet var han mindre heldig, og det var egentlig imod hans ordre, at den ham underlagte Helgesen holdt stillingen ved Frederiksstad. Efterårsfelttoget nedbrød hans sundhed, og han fik da befalingen over 2. infanteribrigade; men sygdom nødsagede ham 1852 til at afgive kommandoen, og året efter tog han sin afsked.